# Swietłaja Zara
Swietłaja Zara (biał. Светлая Зара; ros. Светлая Заря, Swietłaja Zaria) – osiedle na Białorusi, w obwodzie homelskim, w rejonie homelskim, w sielsowiecie Pakalubiczy.